# Kang Ha-neul
Kang Ha-neul (hangeul: 강하늘), nato Kim Ha-neul (김하늘; Busan, 21 febbraio 1990) è un attore sudcoreano.

## Biografia
Nato a Busan, Kim Ha-neul è il maggiore di tre fratelli, i genitori sono due ex attori teatrali. Cresciuto nel quartiere di Daeyeon-dong, ha scoperto la sua passione per il palcoscenico durante la scuola media, quando si è interessato al teatro per divertimento.
La sua prima apparizione televisiva risale al 2005, quando insieme al padre partecipa ad gara canora per famiglie dell'emittente televisiva KBS1, vincendo tre puntate consecutive.
Si è diplomato in musica e teatro alla National High School of Traditional Korean Arts, lavorando part-time in contemporanea per pagarsi la retta scolastica, per poi iscriversi successivamente alla Chung-Ang University.
Ha-neul ha iniziato la sua carriera come attore di musical teatrali, per poi passare alle serie televisive drama ed al cinema. Nel 2010 ha iniziato ad utilizzare il cognome d'arte Kang, per avere un nome professionale univoco.
Il primo ruolo da protagonista lo ha ottenuto nel 2019, dopo aver terminato il servizio militare obbligatorio, nella serie drama When the Camellia Blooms, mentre il primo ruolo di respiro internazionale è arrivato con Squid Game, dove interpreta il concorrente numero 388 (Kang Dae-ho), a partire dalla seconda stagione.

## Filmografia

### Cinema
- Pyeong-yang-seong (평양성), regia di Lee Joon-ik (2011)
- Neoneun pet (너는 펫), regia di Kim Byeong-kon (2011)
- Sonyeogoedam (소녀괴담), regia di Oh In-chun (2014)
- C'est si bon (쎄시봉), regia di Kim Hyun-seok (2015)
- Sunsu-ui sidae (순수의 시대), regia di Ahn Sang-hoon (2015)
- Seumul (스물), regia di Lee Byeong-heon (2015)
- Dong-ju (동주), regia di Lee Joon-ik (2016)
- Joh-ahaejwo (좋아해줘), regia di Park Hyun-jin (2016)
- Gi-eog-ui bam (기억의 밤), regia di Jang Hang-jun (2017)
- Cheongnyeon gyeongchal (청년경찰?), regia di Kim Ju-hwan (2017)
- Biwa Dangshinui Yiyagi (비와 당신의 이야기), regia di Jo Jin-mo (2021)
- Haepi Nyu Ieo (해피 뉴 이어), regia di Kwak Jae-yong (2021)
- Haejeok: Dokkaebi Gitbal (해적: 도깨비 깃발), regia di Kim Jeong-hoon (2022)
- Love Reset (30일), regia di Nam Dae-jung (2023)
- 84m² (84제곱미터?), regia di Kim Tae-joon e Sharon S. Park (2025)

### Televisione
- Choegang! Ur-eomma (최강! 울엄마) – serie TV (2007)
- Sanneoma namchon-eneun (산너머 남촌에는) – serie TV (2007)
- Sim-yabyeong-won (심야병원) – serie TV (2011)
- Areumda-un geudae-ege (아름다운 그대에게) – serie TV (2012)
- Monstar (몬스타) – serie TV (2013)
- Two Weeks (투윅스) – serie TV (2013)
- Bur-on (불온) – film TV (2013)
- Sangsokjadeul (상속자들) – serie TV (2013)
- Angel Eyes (엔젤 아이즈) – serie TV (2014)
- Misaeng (미생) – serie TV (2014)
- Punch (펀치) – serie TV (2014)
- Siljong noir M (실종느와르 M) – serie TV, episodi 1x01-1x02 (2015)
- Dar-ui yeon-in - Bobogyeongsim ryeo (달의 연인 - 보보경심 려?) – serie TV (2016)
- Entourage (안투라지?, AnturajiLR) – serie TV, episodio 5 (2016)
- When the Camellia Blooms (동백꽃 필 무렵?, Dongbaek-kkot pil muryeopLR) – serie TV (2019)
- Il giorno del rapimento (유괴의 날?, Yugoe-ui nalLR) – serie TV, episodio 12 (2023)
- Squid Game (오징어게임?, Ojing-eo geimLR) – serie TV (2024-2025)
- Tastefully Yours (당신의 맛?) – serie TV (2025)

## Doppiatori italiani
Nelle versioni in italiano delle opere in cui ha recitato, Kim Ha-neul è stata doppiato da:
- Marco Barbato in Squid Game
- Simone Crisari in 84m²

## Riconoscimenti
| Anno | Premio                                  | Categoria                      | Opera nominata            | Risultato       |
| ---- | --------------------------------------- | ------------------------------ | ------------------------- | --------------- |
| 2014 | Seoul International Youth Film Festival | Miglior giovane attore         | Sangsokjadeul, Angel Eyes | Candidato/a     |
| 2014 | SBS Drama Awards                        | Premio nuova stella            | Angel Eyes                | Vincitore/trice |
| 2015 | Cable TV Broadcasting Awards            | Premio stella – Miglior attore | Misaeng                   | Vincitore/trice |
| 2015 | Baeksang Arts Awards                    | Miglior nuovo attore (film)    | Seumul                    | Candidato/a     |
| 2015 | Korean Film Actors' Guild Awards        | Miglior nuovo attore           | Seumul                    | Vincitore/trice |
| 2015 | Korea World Youth Film Festival         | Nuovo attore preferito         | Seumul                    | Vincitore/trice |
| 2015 | Grand Bell Awards                       | Miglior nuovo attore           | Seumul                    | Candidato/a     |
| 2015 | Blue Dragon Film Awards                 | Miglior nuovo attore           | Seumul                    | Candidato/a     |
| 2015 | APAN Star Awards                        | Miglior nuovo attore           | Misaeng                   | Candidato/a     |